# Lissonota oculatoria
Lissonota oculatoria är en stekelart som först beskrevs av Fabricius 1798.  I den svenska databasen Dyntaxa används istället namnet Lissonota elector. Lissonota oculatoria ingår i släktet Lissonota och familjen brokparasitsteklar. Arten är reproducerande i Sverige. Inga underarter finns listade i Catalogue of Life.